# Unfinished Music No.1 - Two Virgins
| Recensione                        | Giudizio     |
| --------------------------------- | ------------ |
| AllMusic                          | [ 1 ]        |
| The New Rolling Stone Album Guide | [ 2 ]        |
| Sputnikmusic                      | 4.5 (Superb) |
| Dizionario del Pop-Rock           | [ 4 ]        |
| 24.000 dischi                     | [ 5 ]        |
| Pitchfork                         | [ 6 ]        |

Unfinished Music No.1 - Two Virgins è il primo album in studio di John Lennon e Yōko Ono. Pubblicato in Gran Bretagna il 29 novembre 1968 dalla Apple Records.
Assieme ai successivi due album, Unfinished Music No. 2: Life with the Lions e Wedding Album, Unfinished Music No.1 - Two Virgins fa parte di una trilogia di lavori concettuali, sperimentali e d'avanguardia pubblicati da Lennon e Yoko Ono nel periodo che precedette la separazione dei Beatles.

## Descrizione
(John Lennon, 19 maggio 1968)

### Registrazione
Registrato in una sola notte, il 19 maggio del 1968, l'album venne realizzato in un'unica sessione presso l'abitazione di Lennon, sita a Kenwood, Weybridge. Approfittando del periodo di vacanza estiva dell'allora consorte, Cynthia, John Lennon ebbe modo di invitare a casa sua l'artista concettuale Yōko Ono, conosciuta due anni prima in una galleria d'arte londinese. I due suonarono e registrarono tutta la notte brani di sperimentazione musicale costituiti in gran parte da loop di cassette, da alcuni strumenti (pianoforte, organo, batteria) e da effetti sonori (tra cui riverbero, delay e distorsione), dialoghi e vocalizzi sonori.
Sia Ono e Lennon avevano avuto passate esperienze nella sperimentazione musicale: Ono come organizzatrice di alcuni eventi multimediali a New York nei primi anni 1960, e Lennon con alcune sue composizioni nei Beatles (Revolution 9). Come riferito dagli stessi protagonisti, dopo la registrazione dell'album i due fecero l'amore, dando inizio a una burrascosa relazione che, tra alti e bassi, sarebbe durata fino alla morte di Lennon.

### Copertina
L'album destò un certo scalpore sia nei fan che nella critica musicale dell'epoca. Più che il contenuto del disco, però, a destare scandalo fu la sua copertina, che ritraeva la coppia completamente nuda sul davanti e di spalle sul retro. Per fare in modo che l'album venisse distribuito, John & Yoko accettarono quindi che fosse ricoperto da un involucro marrone che lasciava visibili solo i volti ed il titolo. Per la foto, Lennon e Ono utilizzarono una macchina fotografica con l'autoscatto, impostata da Tony Bramwell, e la fotografia fu scattata nell'appartamento di Ringo Starr sito al 34 di Montagu Square a Londra, agli inizi dell'ottobre 1968.
Gli altri componenti dei Beatles furono fortemente contrari alla pubblicazione del disco e, in particolare, riguardo alla scabrosa copertina. A tal proposito Lennon dichiarò: «Furono Paul e George a sferrare violenti attacchi di stampo cattolico. Ci hanno davvero fatto patire le pene dell'inferno!». Quando Lennon propose l'idea della scandalosa copertina al presidente della EMI Sir Joseph Lockwood, questi chiese perché volessero fare una cosa del genere e John Lennon gli rispose che era per "amore dell'arte", e che non vi era nulla di sconcio nell'immagine della coppia, in quanto ritraeva solo "due esseri umani nudi e innocenti persi in un mondo impazzito", due "vergini" appunto, come da titolo del disco.
La versione britannica dell'album presenta sul retro un'enigmatica frase di Paul McCartney: «When two great Saints meet, it is a humbling experience. The long battles to prove he was a Saint» ("Quando due grandi Santi si incontrano, è un'esperienza umiliante. Le lunghe battaglie per provare che fosse un Santo"). Nella versione statunitense la frase di McCartney è stampata sul fronte della copertina sotto la foto di John & Yoko. Sul retro della busta marrone nella quale fu inserito l'album è presente una citazione biblica tratta dal secondo capitolo della Genesi, scelta da Derek Taylor.

### Pubblicazione
La casa discografica temporeggiò per la pubblicazione dell'opera, e alcune riviste come New Musical Express e Daily Mirror si rifiutarono di pubblicare spazi pubblicitari per il disco. Alla fine Two Virgins fu pubblicato alla fine di novembre in Gran Bretagna distribuito dalla Track Records, e il 6 gennaio 1969 negli Stati Uniti su etichetta Tetragrammaton Records (n. catalogo T-5001) perché la Capitol Records, abituale distributrice dei dischi dei Beatles in America, si era rifiutata di distribuire il lavoro. In effetti, l'album fu definito "pornografico" da alcune autorità in America, e la Tetragrammaton ebbe delle difficoltà finanziarie in parte anche a causa della distribuzione di Two Virgins. Approssimativamente 30.000 copie del disco furono sequestrate dalla polizia in un magazzino nel New Jersey. Le copie sequestrate furono conservate come elemento di prova in caso di procedimento giudiziario, il che rese impossibile per l'etichetta venderle in quel momento. Lennon commentò in seguito circa lo scandalo suscitato dall'immagine di copertina che la cosa sembrava avere maggiormente a che fare con il loro aspetto fisico piuttosto che con il concetto di nudità esplicita, semplicemente perché non erano ritenuti fisicamente attraenti secondo i canoni estetici vigenti; a posteriori egli descrisse ironicamente la foto come quella di "due ex tossici leggermente in sovrappeso".
L'album vendette solo 5.000 copie in Gran Bretagna, ma raggiunse un sorprendente 124º posto negli Stati Uniti. In conclusione l'album fu accolto generalmente in maniera negativa da critici e pubblico. L'attrice Sissy Spacek, utilizzando lo pseudonimo "Rainbo", incise la canzone John, You Went Too Far This Time (it: "John, questa volta ti sei spinto troppo oltre") in risposta alla copertina dell'album.

## Tracce
Brani composti da John Lennon e Yoko Ono, eccetto dove indicato
Lato A
1. Two Virgins Side One – 14:14

Lato B
1. Two Virgins Side Two – 14:40

Edizione CD del 1997, pubblicato dalla Rykodisc (RCD 10411)
Brani composti da John Lennon e Yoko Ono, eccetto dove indicato
1. Two Virgins Side One – 14:14
2. Two Virgins Side Two – 14:40
3. Remember Love – 4:05 (Yoko Ono) – Bonus Track

## Formazione
- John Lennon - voce, chitarra, tastiera
- Yōko Ono - voce

Note aggiuntive
- John Lennon e Yoko Ono - produttori
- Brani: Two Virgins Side One e Two Virgins Side Two, registrati nella casa-studio di John Lennon a Weybridge, Surrey (Inghilterra) nel maggio 1968
- Brano: Remember Love, registrato nella camera nr. 1742 dell'hotel La Reine di Montreal, Quebec, Canada il 1º giugno 1969
- André Perry - ingegnere delle registrazioni (brano: Remember Love)